# Onigocia spinosa
Onigocia spinosa är en fiskart som först beskrevs av Temminck och Schlegel, 1843.  Onigocia spinosa ingår i släktet Onigocia och familjen Platycephalidae. Inga underarter finns listade i Catalogue of Life.